# Grown-Ups
Grown-Ups è un film prodotto dalla BBC Two  del  1980 diretto da Mike Leigh, «trasmesso da BBC2 alle 21,30 del 28 novembre 1980», visibile nel web.

## Trama
Mike e Mandy sono una coppia appena sposata che sta sistemando il nuovo appartamento a Canterbury. Mike lavora in un ristorante e Mandy in un bar, il loro obbiettivo è quello di essere autonomi nella loro armonia. La sorella maggiore di Mandy, Gloria, entra a suo piacimento nel loro appartamento portando regali quali aspirapolvere o soprammobili, in particolare rappresentanti animali da appoggiare sulla televisione usata come mensola e di cui occupa tutto  lo spazio  o da attaccare ai muri come finti trofei. Oltre alla sorella un'altra persona visita l’appartamento  della coppia, Sharon, la cui presenza, amorfa, è comunque attiva nel disturbare il desiderio di privacy in particolare di Mike. Nel quartiere, accanto a loro, viene ad abitare una coppia che Mandy riconosce come insegnanti della scuola che frequentavano, li saluta cordialmente coinvolgendo nella novità sopraggiunta non solo Mike, ma anche le altre due donne. Gli insegnanti sono riservati e subito si nota che non legano molto anche se la donna entrerà poi in confidenza con Mandy parlando delle proprie insoddisfazioni e del marito assente, un intellettuale rifugiato nel suo mondo che non pensa ad avere figli né ad approfondire più di tanto il rapporto con la moglie. Intanto l'anello fragile del gruppo si rompe, Gloria ha una crisi di follia e si rifugia a casa dei Butcher, gli insegnanti, chiudendosi nel loro bagno dopo essere stata invitata da Mandi e Mike a tornare dai genitori con i quali viveva. Poi  la stessa signora Butcher la convincerà a farlo dopo averla calmata. Un mese dopo è Natale, Mandy aspetta un bambino e tutti si riuniscono per conversare in una nuova situazione, in una realtà da affrontare quotidianamente da persone di modesta condizione quali tutti sono, che li unisce anche  in senso positivo.

## Accoglienza
Definito capolavoro in un articolo degli anni Ottanta Grown-Ups si sviluppa approfondendo i personaggi con tocchi che rimandano ad altri film, come la tematica dei pupazzi animali che ritroveremo, ad esempio, nel gatto quasi bidimensionale che Candice Marie porta in campeggio in Nuts in May (Play for Today) o, tetro, quello imbalsamato di Dolce è la vita e un altro, vero e smarrito, cercato da Miss Hunt in Who’s Who.